# Riccardo Bertani
Riccardo Bertani (Campegine, 14 settembre 1930 – Campegine, 17 agosto 2023) è stato un linguista, scrittore e traduttore italiano.

## Biografia
Nato nel 1930 in una famiglia contadina a Campegine, in provincia di Reggio Emilia, abbandonò gli studi dopo il conseguimento della licenza elementare. Figlio del primo sindaco del dopoguerra della cittadina natale, il comunista Albino Bertani, si appassionò alla letteratura russa leggendo i testi presenti nella biblioteca della sezione locale del PCI, dopodiché imparò da autodidatta la lingua russa. Nel corso degli anni apprese ben 112 lingue, tra cui tutti gli idiomi slavi, molte lingue siberiane, l'etrusco, il basco, l'eschimese ed il mongolo, che approfondì in pubblicazioni andate poi a comporre una vastissima bibliografia.
Tra le opere di Bertani si segnalano il primo dizionario rutulo-italiano    (con annessa comparazione tra il rutulo, lingua orale parlata da una piccola comunità del Daghestan, e il basco) e molti saggi sulle lingue degli etruschi, dei maya, degli indios della Patagonia e della Terra del Fuoco. Altre pubblicazioni riguardano invece ricerche svolte da Bertani sul folklore della propria terra d'origine.
Pur avendo svolto per gran parte della sua vita il mestiere di agricoltore nel podere di famiglia, Bertani collaborò con vari atenei, con l'Enciclopedia UTET, con la Reale Accademia di Svezia e con diversi studiosi indipendenti.
A metà degli anni novanta donò al comune di Campegine la propria ricchissima biblioteca personale, per la cui conservazione e divulgazione fu creato il Fondo Riccardo Bertani. Egli comunque pubblicò articoli e saggi anche nel terzo millennio.
Bertani non si sposò mai né divenne padre. È morto nell'estate del 2023, ultranovantenne: la notizia del decesso è stata diffusa solo dopo la sua cremazione.

## Opere principali[4]
- Tarassov, l'amico dei Cervi (La Verità, Reggio Emilia, n. 1, 13 gennaio 1956, p. 3)
- Poesie dei popoli dell'URSS: i Siberiani (Nasi, Reggio Emilia, 1967)
- Fiabe e leggende orocie (Nasi, Reggio Emilia, 1969)
- Narrativa ed epica dei popoli siberiani (Civici musei di Reggio Emilia, 1972)
- Al Tabacòn (Reggio Emilia, Govi, 1973)
- Culture e civiltà che scompaiono: miti totemistici òroci, narrativa e fiabistica dei popoli autoctoni siberiani (Civici musei di Reggio Emilia, 1974)
- Bergnòcla e Ganàsa (Comune di Campegine, 1975)
- Quando le medicine profumavano di siepi e di prati (Istituto Alcide Cervi, 1985)
- La vacca Rossa (Comune di Campegine, 1989)
- Verso l'estremo mattino - Antologia epica dei popoli siberiani (All'insegna del Veltro, 1997)
- Ascoltare l'inverno. Proverbi e detti popolari della Russia e della Siberia (San Paolo Edizioni, 1998)
- Glossario longobardo (Nomade psichico, 1999)
- Fiabe Lapponi della penisola di Kola (Mantova, Nomade psichico, 2000)
- Fiabe tatare del Volga-Kama (Mantova, Nomade psichico, 2000)
- Leggende Tehuelche della Patagonia (Mantova, Nomade psichico, 2000)
- Quando il tempo era segnato dal canto del gallo, scorci di vita contadina (Campegine, 2004)
- Religiosità e credenze popolari (2005)
- Dizionario mongolo-italiano (Comune di Campegine, 2007)
- Dizionario rutulo-italiano e assimilazioni con la lingua basca (2009)
- Lo sciamano ci parla (Verdechiaro, 2011)